# Emmanuelle bianca e nera
Emmanuelle bianca e nera è un film del 1976 diretto da Mario Pinzauti.
Da non confondere con Velluto nero di Brunello Rondi, film uscito nello stesso anno e distribuito anche con lo stesso titolo inglese, "Black Emmanuelle, White Emmanuelle", dove compaiono Laura Gemser e Annie Belle (che invece non compaiono nel film di Pinzauti).

## Trama
In Louisiana Emmanuelle e Lawrence, figli di due famiglie che posseggono delle piantagioni, si incontrano e si innamorano. Dopo un iniziale idillio, Emmanuelle inizia a trattare sempre più male gli schiavi, mentre Lawrence si innamora della cameriera di Emmanuelle, una ragazza di colore di nome Judith Emanuelle.
Quando Emanuelle scopre la relazione tra Judith e Lawrence, mette in atto una vendetta cercando di far uccidere il giovane. Lawrence, per difendersi, uccide due dipendenti della piantagione.
Alla fine Emmanuelle viene uccisa da coloro che davano la caccia alla coppia Judith-Lawrence.